# Архитектурная эпиграфика Узбекистана
«Архитектурная эпиграфика Узбекистана» (анг. Architectural epigraphy of Uzbekistan) — серия книг, посвящённых надписям на архитектурных памятниках, расположенных на территории Республики Узбекистан. Автором проекта является Фирдавс Абдухаликов. Подготовкой и последующей публикацией книг-альбомов занимается Всемирное общество по изучению, сохранению и популяризации культурного наследия Узбекистана, а также НАЭСМИ.

## История создания
Под руководством Председателя Попечительского совета Фонда Форума дочери первого президента Узбекистана Ислама Каримова - Гульнары Каримовой, в 2011 году был подготовлен и издан в Ташкенте альбом «Шедевры архитектурной эпиграфики Узбекистана».  Позже этот проект был расширен.
Проект по изданию серии из книг-альбомов «Архитектурная эпиграфика Узбекистана» стартовал в 2010 году по инициативе на тот момент руководителя НАЭСМИ Фирдавса Абдухаликова, а также при участии академика Эдварда Ртвеладзе. Для исследовательской работы по изучению и дешифровке неизученных эпиграфических надписей по всей республике была создана рабочая группа, в которую, помимо Абдухаликова и Ртвеладзе вошли вице-президент Академии наук Республики Узбекистан Бахром Абдухалимов, доктор Бахтиёр Бабаджанов, доктор Комильжон Рахимов, Бобур Аминов, Салимахон Файзиева, каллиграф Абдулгафур Раззаков, Максет Карлыбаев, Комильжон Худойберганов, Абдулатиф Турдиалиев, Абдурашид Абдуллаев, Елизавета Некрасова и многие другие эксперты. К лету 2023 года подготовлено 16 книг, опубликовано 13 книг-альбомов проекта из 20 запланированных. Книги изданы на узбекском, русском, арабском и английском языках.

## Работа над книгами
В рамках работы над серией переведены надписи более чем полутора тысяч памятников эпиграфики Узбекистана. Среди полученных расшифровок: стихи и поэтические сентенции, назидания, благопожелания и мудрые изречения, имена мастеров и каллиграфов, религиозные и посвятительные надписи, хронограммы исторических событий и указы правителей. Некоторые надписи были прочитаны впервые и использованы для восстановления истории архитектурных памятников Узбекистана, в частности установления имен донаторов, мастеров, дат строительства в хронограммах. Работа по поиску и переводу надписей по всей стране продолжается по сей день. Презентация первых 12 томов серии состоялась в Ташкенте в 2016 году.

## Перечень и краткое описание книг

### Республика Каракалпакстан
I том серии посвящен памятникам эпиграфики, которые находятся на территории современного Каракалпакстана. Среди них памятники письменности, настенные росписи, обнаруженные на территории республики, которые были освоены человеком еще в каменном веке в эпоху неолита, первого тысячелетия нашей эры и средневековья. Среди экспонатов, представленных в альбоме, — керамические плиты с историческими текстами из комплекса Наринджан-баба, переводы сохранившегося эпиграфического материала погребально-поминального комплекса — Мазлумхан-Сулу, расположенного на территории городища Миздахкан, а также надгробные плиты — кулпытасы.

### Хива
II том серии посвящен эпиграфическим памятникам Хивы, которая занимает лидирующие позиции по количеству посвятительных надписей и хронограмм в виде стихов среди других городов региона. Представленная в альбоме эпиграфика имеет отношение к архитектурным памятникам, расположенным на территории Ичан-Калы и его округи. В альбом вошли надписи пяти видов классических почерков и десяток их стилей на староузбекском и персидском языках из 13 архитектурных комплексов, среди них Ата Дарваза, Мавзолей матерей, Кари-хана, мавзолей Сайида Алааддина, а также ряд медресе, в том числе Мухаммада Амин-хана, Мухаммад-хана II, Мухаммада Нияза Деванбеги, Ислам-Ходжи, Абдурасул-бая, Ширгази-хана и Кази-Калян. Особое внимание уделено текстам из комплекса Пахлавана Махмуда, где надписи, в том числе четверостишья персидского поэта, представлены на всех видах материала, которым обычно пользовались каллиграфы прошлого: мозаичная и майоликовая керамика, дерево, мрамор, металл.
В ходе работы над альбомом были исправлены ранее допущенные учеными ошибки при переводе и интерпретации, в том числе из неопубликованных отчетов востоковеда Юрия Завадовского, которые позже попали в популярные книги и буклеты.

### Самарканд. Регистан
III том серии посвящен памятникам эпиграфики, украшающих строения ансамбля Регистан в Самарканде — медресе Улугбека, медресе Шердор и медресе Тилля-Кари. В книге-альбоме представлены образцы каллиграфии, созданные за пять веков, в том числе времен правления Тимуридов. Помимо декора надписи имеют и смысловое значение, прочтение и переводы которых также включены в альбом наряду с визуальным рядом. Так, среди представленных в книге памятниках эпиграфики выделяются сентенции с призывами осваивать знания и соблюдать этические нормы. Например:
«Знание — слава в этом мире, почет в ином»;
«Искать знания — обязанность каждого мусульманина»;
«Учёные есть хранители покоя, дарованного Аллахом»;
«Хорошие деяния уберегают от преследований злонамеренных»;
«Даруй людям то, что предпочитаешь даровать себе».
Также в альбоме представлены памятники эпиграфики, содержащие хадисы, информацию о строительстве и реконструкции медресе, в том числе имена зодчих и мозаичистов. В альбоме впервые представлено полное прочтение надписей, находящихся на строениях ансамбля Регистан, внесены коррективы в прежние прочтения эпиграфических памятников. Почти половина надписей ансамбля прочитана впервые.

### Навои
IV том серии посвящен надписям, находящимся на памятниках, расположенных на территории города Навои и Навоийской области современного Узбекистана. В книге-альбоме представлены надписи, сделанные пяти видами разных почерков (куфи, сулюс, дивани, насх, насталик) с 16 объектов, построенных в XI—XX вв. В основном это стихи, правила поведения, эпитафии и имена зодчих. Среди архитектурных памятников, включенных в альбом, — комплексы Нурата, Касым-шейха, Имама Хасана и имама Хусайна, Шахимардан, Ташмечеть, Ходжакула имама, мечети Деггарон, Челустин, Дехи Балянд, Сайид-ата, Барксуз, Акмечеть, Бадр-ата, Палван-ата, мавзолей Мирсаида Бахрома, караван-сарай Рабат-и Малик, а также современные архитектурные сооружения, например, мечеть Алишера Навои. В числе прочего в альбоме представлены и надписи с надгробных плит, а также фотографии архитектурных памятников начала XX века.

### Ташкент
V том серии посвящен памятникам эпиграфики, украшающих исторические здания архитектуры, расположенные на территории современного Ташкента. В альбоме представлена часть сохранившихся памятников архитектуры оригинальной ташкентской школы зодчества, восстановленных в XX веке. Это три типа мечетей (соборные, намазгах, мечети квартальных центров); медресе; мавзолеи-ханака (с худжрами для паломников в углах крестообразных залов) и однокамерные малые мавзолеи; чилляхана. Всего в книге-альбоме представлено 30 архитектурных памятников и современных строений города. В их числе семь архитектурных комплексов: Хасти Имам, Мавлоно Хароботи, Ходжа-Чупан Ота, Шейх Зайниддин Бобо, Регистан Ташкента, Сузук Ота, Кох Ота. Пять медресе: Барак-хан, Муйи Муборак, Абулкасым Ишан, Ходжа Ахрар Вали, Кукельташ, хонакох Юнус-хан. Десять мечетей: Хастимом, Хазрати Имам, Имам ат-Термези, Исматулла Ходжа, Шарофбай, Ахунгузар, Навза, Ходжа Ахрар Вали, Занги Ота, Минор. Семь усыпальниц (мавзолеев или гробниц): аш-Шоши, Иброхим Ота, Муин Халфа Бобо, Шейх Хованд Тахур, Калдыргачбий, Юнус-хан, Ходжа Аламбардор.

### Самарканд. Шахи-Зинда
VI том серии посвящен памятникам эпиграфики, обрамляющих мавзолеи и надгробные плиты мавзолеев ансамбля Шахи-Зинда в Самарканде. В основном в альбоме представлены фрагменты из Корана, хадисов, стихи знаменитых поэтов Среднего Востока, иранского и арабского мира, а также имена мастеров, написанные десятью различными каллиграфическими почерками на арабском, персидском и тюркском языках, в том числе выложенные мозаикой. Включены в книгу практически все архитектурные строения на территории Шахи-Зинды, включая входной портал, построенный в XV веке, мавзолеи родственников Амира Темура, в том числе жемчужина Шахи-Зинды — мавзолей Шади-Мульк ако, построенный сестрой Темура Кутлуг-Туркан-ака для своей дочери, высокопоставленных вельмож XIV—XV вв, например, Эмира Бурундука, военачальника Тамерлана Эмира Хусейна и его матери Туглу-Текин, а также мавзолей-ротонда «Восьмигранник» Полностью, с учетом безвозвратных утрат фрагментов надписей, прочитать архитектурную эпиграфику Шахи-Зинды, по возможности скорректировав и пополнив чтения прежних исследователей. Удалось прочитать надписи в круглых картушах мавзолея Шади-Mульк (Улджай), полный текст надгробия Кусама ибн ‘Аббаса, практически все надписи ряда мавзолеев (Алим Насафи, «Безымянного», Ходжа Ахмада и др.), уточнить или впервые прочитать ряд имен мастеров.

### Наманган
VII том серии посвящен памятникам эпиграфики, находящимся на исторических архитектурных строениях Намангана и Наманганской области В альбоме представлена эпиграфические материалы на арабском, персидском и староузбекском языках с 12 объектов XVI—XX вв. — двух медресе, семи мечетей, трех погребально-поминальных комплекса, а также надгробий, десять из которых датируются VI—XIV вв., тексты на которых отражают политическую и религиозную ситуацию своего времени. Среди включенных в альбом архитектурных памятников комплекс Ходжа Амина, мавзолей Мавлави Намангани, мечеть Махдуми Ишана, мечеть Шайх Исхак Ишана, медресе Муллы Киргиза, мечеть Алахан Махдума, медресе Гайибназара Кадия, мечеть Чадак, комплекс Увайса ал-Карани. В ходе работы над изданием впервые удалось полностью прочитать надписи на памятниках Ходжа Амина, Мулла Киргиза, Мавлави Намангани, уточнить датировку ряда памятников, благодаря расшифровке хронограмм установить имена донаторов, мастеров, даты ремонтов, выявить ошибки в текстах, допущенные при реставрациях. Впервые представлены образцы эпитафий, содержащие данные о жизни и смерти ряда известных шейхов и богословов.

### Андижан
VIII том серии посвящен памятникам эпиграфики, украшающих исторические строения современного Андижана и Андижанской области Узбекистана. Среди представленных в альбоме памятников мечеть Диван-бей, комплекс Джами, мечеть Джиддай Мубарака, комплекс Гумбаз, мечеть Пансад, мечеть Кипчак-Курган, мечеть Махмадали Махдума, мечеть Халида ибн Валида, медресе Мирзакул Булиш, медресе Ата-Кузи, мавзолей Кутейбы ибн Муслима. До начала работы над альбомом архитектурная эпиграфика в регионе была изучена недостаточно. Основная часть вошедших в альбом надписей была прочитана впервые и использована для восстановления истории местных архитектурных памятников. Впервые установлены имена донаторов, мастеров, даты строительства в хронограммах.

### Сурхандарья
IX том серии посвящен памятникам эпиграфики, украшающих исторические строения исламского периода, расположенные на территории Сурхандарьинской области современного Узбекистана. В альбоме представлены надписи с таких памятников архитектуры как Джаркурганский минарет, мавзолей Акастана-баба, мемориальный комплекс Хакима Ат-Тирмизи, мавзолей имама Абу Иса Ат-Тирмизи, комплекс Султан Садат, мечеть суфи Аллайара. В ходе работы над альбомом впервые за время изучения эпиграфики Сурхандарьи исламского периода удалось полное прочтение эпиграфики с ряда памятников. Так, из эпиграфики с надгробия суфийского шейха Хакима ат-Тирмизи ранее была прочитана, переведена и опубликована исламоведом Василием Бартольдом лишь эпитафия — 12-15 % от всего текста. Теперь получилось уточнить и дополнить труды предыдущих исследователей, предложить свое понимание публикуемых надписей, а также систематизировать информацию.
Хадис с надгробия суфийского шейха Хакима ат-Тирмизи:
«Сказал лучший из пророков и печать посланников Мухаммад ал-Макки (благословения и милости ему и приветствия Аллаха!): „Кто ищет знания, того ищет рай. Кто ищет греховные (дела), того ищет геенна огненная“».

### Бухара
X том серии посвящен памятникам архитектурной эпиграфики исторических зданий Бухары, а также надгробий. В альбоме представлены надписи с таких памятников архитектуры как Хазрат Имам, Намазгах, мавзолея Сайид Побанд, мечетей Магоки Аттари и Мир Дустум, ансамблей Пойи-Калян, Чашма Айюб, Саррафан, Ходжа Зайниддин, Кош-Медресе. Также в альбоме представлены архивные фотографии достопримечательностей города. На архитектурных памятниках Бухары надписи сохранились, в основном, на мечетях и медресе. Они выполнены из разных материалов (терракота, фаянс, ганч, дерево, мрамор), различными почерками, в том числе куфи, сулюс, насх, а также различными декоративными стилями. Наиболее ранние надписи из терракоты украшают здания начала XII века, среди них Намазгах. Также в альбом включены два памятника погребальной эпиграфики. Один из них — керамическое и самое древнее из известных в Бухаре надгробие над захоронением IX века Абу Хафса Кабира и кайрак, обнаруженный в библиотеке Хваджа Мухаммада Парса.

### Фергана
XI том серии посвящён памятникам архитектурной эпиграфики, находящиеся на исторических зданиз, расположенные на территории Ферганской области современного Узбекистана. В ходе работы над альбомом удалось впервые исследовать около 40 памятников и прочесть имена ряда, в том числе неизвестных ранее каллиграфов, мастеров, донаторов и зодчих. При помощи архивных материалов удалось обнаружить дополнительные сведения об архитектурных памятниках. Так, было выявлено, что в архитектурный комплекс крепости Худояр-хана в Коканде входили еще два дворцовых сооружения. Впервые подробно восстановлены история формирования комплекса Коканда — Дахмаи Шахан, порядок погребения в нем известных лиц, изучена частично сохранившаяся эпиграфика. С помощью имеющихся источников удалось реконструировать возведения медресе Сахиб-заде и Нарбута-бия, изучить историю и особенности функционирования медресе Дастурханчи, мавзолеев и комплексов Шах-Салим, Дусти Худо, мечети Ханака.

### Кашкадарья
XII том посвящен надписям на архитектурных памятниках Шахрисабза эпохи Ренессанса культуры Амира Темура и Темуридов. В числе памятников, включенных в альбом, дворец Аксарай, архитектурный комплексы Дар ус-Садат и Дар ут-Тилават, мечети Хазрати Малик Аждар и Абдушукур Агалик. Большая часть надписей на памятниках была утрачена и восстанавливалась рабочей группой по старым фотографиям, архивным запискам богословов и ученых прошлого, по следам утраченных букв, отпечатанных на ганчевой основе мозаичных панно. В результате исследований удалось прочитать практически все надписи на памятниках, впервые выявить имена семи мастеров, а также идентифицировать имена составителей текстов (поэтов, богословов).
В том числе, на Аксарае впервые выявлен ряд лаконичных сентенций политического характера и благопожеланий. Также впервые были прочитаны поэта Ибн ал-Фарида, украшающие одну из арок Аксарая.
Как прекрасно! Это высокое здание с голубым куполом,
Подобно светильнику исходит блеск от его портала.
Превращаются в письмо чернила, ниспадающие
с тростникового пера,
Словно с Солнца ниспадает золотая точка на солнечный путь.
Его надписи и узоры, словно звезды,
Изгиб его сводов — пример для линии движения Солнца.

### Ташкентская область
XIII том посвящен надписям на архитектурных памятниках, расположенных на территории современной Ташкентской области Узбекистана. В частности мемориальный комплекс XIV века Занги-ота. Например, стихи Абу Талиба на арабском языке, рифмованные в стиле рубаи. Помимо мемориала Занги-ота в альбом включены надписи с мавзолея Шейхумар Вали Богистони, соборной мечети Дадамухаммадходжи, а также с более современных архитектурных строений XX—XXI веков, в том числе мечетей Ишан Гузар, Нуру л-Ислам, Мирхалил-ата, Байткурган, Садулла-ота, Дурмон, Уртакурган, мемориальный комплекс Мечеть Али, центральная соборная мечеть Чирчика.

## Критика
В целом, у серии книг-альбомов положительные рецензии. Заведующий отделом восточной культуры и искусства Лувра Ронте Рокко считает, что издания представляют большой интерес не только для специалистов по эпиграфике, но и для посещающих города Узбекистана туристов. Координатор проектов ОБСЕ в Узбекистане Джон Макгрегор говорит, что альбомы с эпиграфикой представляют «уникальную возможность познакомиться с оригинальными архитектурными памятниками республики и узнать значение тех надписей, которые оставили после себя наши предки. Эта сложная работа имеет значение не только для страны, но и для многих других государств. Важно, чтобы эта работа была продолжена в будущем».
Как отметил глава ЮНИСЕФ по связям с общественностью Атал Кумар, это «изумительная работа, которая будет наследием страны».
«Это то, что международные эксперты имеют возможность увидеть, как древнее наследие Узбекистана, которое всегда бережно чтится и передается из поколения в поколение. Я рад видеть, что агентства ООН и ЮНЕСКО поддерживают инициативы, способные повысить статус Узбекистана и вывести на новый уровень наследие этой страны. Книга — важная часть общения с историей. Это великое наследие страны. Дети и сегодняшнего, и завтрашнего дня всегда будут иметь возможность прочитать эти книги и узнать, что история говорит нам».
По словам Эдварда Ртвеладзе, проделана колоссальная работа по поиску, изучению и публикации эпиграфических надписей на архитектурных памятниках Узбекистана, а авторам проекта удалось обработать довольно большой научный массив эпиграфических надписей, которые специалистам в прошлом не удавалось прочесть, и поэтому они остались неизвестными для исследователей. Также Ртвеладзе подчёркивает, что Узбекистан стал первой страной, кто реализовал такой масштабный проект среди стран, сохранивших памятники исламского искусства и архитектуры.

## Восприятие
Профессор Международной академии архитектуры Руслан Мурадов в своей статье о комплексе Шахи-Зинда, опубликованной в научном журнале "Вестик МИЦАИ, называет книгу-альбом из серии «Архитектурная эпиграфика Узбекистана» «Самарканд. Шахи-Зинда» «монументальной» и ставит ее в один ряд с шестью другими научными трудами всех времен о комплексе Шахи-Зинда, в том числе с научно популярным текстом Н. Б. Немцевой, монографией Томаса Лейстена, посвященной погребальной архитектуре исламского мира, двухтомником Лизы Голомбек и Дональда Уилбера, основанном на анализе многочисленных русских источников, в том числе и работ Немцевой, а также трудом «Гробницы рая: Шахи-Зинда в Самарканде и архитектурная керамика Центральной Азии» авторства французских историков Жана Сустьеля и Ива Портера.
В статье научного сотрудника отдела стран Ближнего и Среднего Востока Института востоковедения имени Р. Б. Сулейменова Багдата Дюсенова «Обнаружение и популяризация имен исторических личностей казахского народа, которые сохранились в эпиграфических памятниках волго-уральского региона», опубликованной в электронном научном журнале Еdu.e-history.kz, автор называет серию книг «сенсационной для науки Узбекистана» и «неизгладимым наследием», а также отдает дань узбекским ученым, которые осуществили такую огромную работу.
Преподаватель Бухарского инженерно-технологического института Махзуда Шойимкулова в научной статье «Admiration hidden in epigraphy», опубликованноq в периодичном научном журнале «Наука и образование сегодня» пишет, что серия книг-альбомов «Архитектурная эпиграфика Узбекистана» — единственный в своем роде проект, в рамках которого на государственном уровне идет изучение и обобщением всей архитектурной эпиграфики, находящейся на территории страны. По словам Шоймкуловой, такого нет ни в одной стране в мусульманском мире.